# Tonny K. Poulsen
Tonny Kolbech Poulsen (født 2. juli 1965) er en tidligere dansk fodbolddommer. 
Han dømte i Superligaen fra 1999 til 2004, hvor det i alt blev til 67 kampe i landets bedste fodboldrække. Hans debutkamp i Superligaen var den 29. august 1999 i kampen mellem Odense Boldklub og AaB, der endte 2-2.
Poulsen stoppede som dommer i Superligaen, da Dansk Boldspils-Unions Elitedommergruppe fravalgte ham i deres indrangering til Superligaen før sæsonen 2005/06.